# Андрій Глінка
Андрій Глінка (словац. Andrej Hlinka; 27 вересня 1864, Чернова, нині частина Ружомберка — 16 листопада 1938, Ружомберок) — католицький священик і політик правого спрямування, національний герой Словаччини.
Створив партію, що прагнула до автономії Словаччини в рамках Чехословаччини, а пізніше до повної незалежності.
Через рік по його смерті, після окупації нацистською Німеччиною Чехії, Глінкова словацька народна партія, прийшла до влади у незалежній Словаччині й затвердила статус Глінки як національного героя.
Був лідером Словацької народної партії Глінки (з 1913), папським камергером (з 1924), папським протонотарієм (з 1927), членом Національних зборів Чехословаччини та головою стипендії Св. Войтеха (релігійна видавницька організація).
1994 затверджено державну нагороду Словаччини — Орден Андрія Глінки.

## Життєпис
Народився в Чернові (сьогодні частина міста Ружомберок) у Липтовському повіті Словаччини, яка була під владою Австро-Угорсщини.
Глінка закінчив Спиську Капітулу за фахом теологія та був висвячений на священика в 1889 році.
Він намагався покращити соціальний статус своїх парафіян, боровся з алкоголізмом і організовував просвітницькі лекції та театральні вистави, заснував асоціації кредитних і продовольчих банків, щоб допомогти звичайним людям, і написав посібник, як засновувати такі організації.
У своїх політичних поглядах він був рішучим захисником католицької етики проти всіх секуляризаційних тенденцій, пов'язаних з економічним і політичним лібералізмом Угорського королівства кінця ХІХ — початку ХХ ст.
Це була позиція, подібна до позиції угорської Katolikus Néppárt (Католицька народна партія), очолюваної графом Зічі, тому Глинка став активістом цієї партії.
Однак, оскільки партія знехтувала словацькими вимогами, Глінка пішов з лав партії і разом з Франтішеком Скичаком заснував Словацьку народну партію.
Він здобув широку популярність через свою громадську діяльність.
У 1905 році був обраний парохом у Ружомбероку всупереч волі свого угорського єпископа Олександра Парві.
На парламентських виборах в Угорщині 1906 року підтримав кандидата від Словаччини Вавро Шробар та виступав за словацький національний рух.
Його діяльність зустріла несхвалення з боку церковної ієрархії, яка призупинила його діяльність як священика.
27 червня 1906 року він був ув'язнений, а пізніше засуджений за заколот.
У той час як Глінка був відсторонений від виконання обов'язків і чекав на відправлення до в'язниці, єпископ Шандор Парві наказав угорцям освятити церкву в Чернові, у будівництві якої Глінка брав важливу участь.
Це викликало протести та опір місцевого населення та призвело до різанини в Чернові, яка привернула увагу міжнародної спільноти до ситуації словацької меншини в Угорському королівстві.
У в'язниці Глінка займався перекладом Старого Заповіту на словацьку мову.
Його друзі працювали над його реабілітацією, і Глінка, який скаржився на його відсторонення до Святого Престолу, зрештою виграв справу проти єпископа.
У 1907 році він заснував Ľudová banka (Народний банк) і через три роки став головою правління.
Словацька народна партія була відділена від Словацької національної партії в 1913 році.
Глінка став головою партії і залишався на цій посаді до кінця свого життя.
Наприкінці Першої світової війни Глинка вніс значний внесок у створення Чехословаччини.
На конфіденційній зустрічі Словацької національної партії 24 травня 1918 р. він зайняв чітку позицію і завершив тривалу дискусію учасників, що не визначилися («Тисячолітній шлюб з угорцями не склався. Треба розлучитися») став членом Словацької національної ради та підписав Мартинську декларацію, яка виступала за політичний союз із чеською нацією.
На початку існування Чехословаччини, коли частина церковної ієрархії ще віддавала перевагу Угорському королівству, він інтенсивно лобіював нову державу.
Глінка швидко розчарувався недемократичним методам свого колишнього колеги Вавро Шробаром (уповноважений міністр у справах Словаччини), деякими антирелігійними діями та нерівноправним становищем Словаччини.
Він поскаржився прем'єр-міністру і попередив його, що винесе ці проблеми на Паризьку мирну конференцію.
Глінка вважав, що проблеми можна вирішити на основі Пітсбурзької угоди, яка обіцяла автономію Словаччини у складі Чехословаччини.
28 серпня 1918 року він поїхав до Парижа під впливом Франтішека Єглічки, якому исліпо довіряв.
Потім Глінка роздав журналістам і дипломатам меморандум про Словаччину, але не зустрівся з ключовими особами, які приймають рішення.

Глинка, який прибув за паспортом, виданим Польщею на ім'я «Йозеф Бергер»,

був заарештований і вигнаний з Парижа французькою поліцією.
Ця несвоєчасно організована поїздка могла серйозно зашкодити інтересам Чехословаччини на конференції та підірвати імідж словацьких автономістів.
Крім Глинки, всі учасники залишилися за кордоном і згодом працювали на користь угорського ірредентизму.

Від дій свого лідера дистанціювалася навіть Словацька народна партія.
Глінка був ув'язнений і політично ізольований, а здатність SĽS діяти була обмежена.
Попри помилку, Глінка залишався популярним серед виборців Словацької народної партії.
У квітні 1920 року він був обраний до чехословацького парламенту і звільнений з в'язниці.
Після цього майже 20 років вів боротьбу за автономію та визнання незалежної словацької нації.
Його мотивація базувалася на релігійних і мовних мотивах.

Глинка прийняв ідею спільної чехословацької політичної нації
,
але вважав, що централізм і етнічний чехословакізм загрожують словацьким інтересам та їхній національній і культурній ідентичності (" Ми за спільну державу чехів і словаків, але ми за застосування національної індивідуальності обох складових націй "
)
Його партія швидко стала найпопулярнішою партією в Словаччині з підтримкою близько 25 %–35 %.
Глинка був відомий своєю харизмою, темпераментом, упертістю та гострим язиком. Ці ж якості зробили його складним партнером для переговорів. Глинка регулярно ображав своїх опонентів і часто критикувався за примітивізм.
Відсутність вищої освіти призвела до безкритичного захоплення деякими його сумнівними колегами.

Особливо це стосувалося Войтеха Туки, який кілька разів підривав інтереси партії, але зберіг довіру Глінки, незважаючи на опір HSLS.
Наприкінці життя Глінка був радше живим символом партії, ніж справжнім політиком. У 1930-х роках партія поступово наближається до авторитарних і недемократичних політичних ідей. Глінка симпатизував авторитарним режимам, таким як португальському Салазара чи австрійському Дольфусс, обидві держави, в яких католицький клерикалізм відігравав центральну роль.
В останні роки життя його партія була внутрішньо розділена на два крила — консерваторів на чолі з католицьким священиком Йозефом Тисо та радикалів, переважно молодих незадоволених членів.
Глінка намагався врівноважити їх і з тактичних міркувань по черзі підтримував.
Глінка, який ніколи не розумівся на зовнішній політиці, був за співпрацю з Конрад Генляйн і Янош Естергазі.

5 червня 1938 року Глінка виступив на демонстрації в Братиславі, де знову висунув вимогу автономії Словаччини.
Він підписав третю пропозицію про автономію, але помер, не досягнувши своєї мети.
Лише після Мюнхенської угоди, коли Чехословаччина потрапила під вплив Німеччини, зазнала втрати чеського кордону та під загрозою територіальних вимог Угорщини, HSLS скористалася слабкістю держави та проголосила автономію 6 жовтня 1938 року, менш ніж через два місяці після смерті Глінки.

## Спадщина
За часів Першої Словацької республіки, клієнтської держави гітлерівської Німеччини (1939—1945), Глінка вважався режимом національним героєм.
Йозеф Тісо, його заступник і наступник у Глинковій словацькій народній партії, став президентом фашистської першої Словацької Республіки.
Глінкова гвардія, міліція, яку підтримувала Глінкова словацька народна партія, створена незадовго до смерті Глінки, пізніше брала участь у Голокості в Словаччині.
У комуністичній Чехословаччині Глінку зображували як «клерофашиста».
Після падіння комунізму Глінка знову став шанованою людиною, здебільшого серед симпатиків націоналізму та християнських демократичних організацій, тоді як решта нинішнього словацького суспільства, здається, переважно байдужа до пам'яті Глінки.
Зображення Глінки можна було знайти на словацькій банкноті в 1000 крон до прийняття Словаччиною євро в 2009 році.
У вересні 2007 року парламент Словаччини ледь не проголосував пропозицію проголосити його «батьком нації»
.
Зараз Андрія Глінку вшановують переважно в його рідній Чернові, де знаходиться його домівка.
Нещодавно відновлено Мавзолей Андрія Глінки в Ружомберку.